# São Luiz (graneleiro)
São Luiz é um navio graneleiro de 199,90 metros de extensão por 30 de largura pertencente à empresa Navegação Mansur S/A, que possui uma capacidade de carga de 42.815 toneladas e possui a bandeira do Brasil. Tem o número IMO 9055113.
Ele virou notícia em 14 de novembro de 2022 ao se colidir com a Ponte Rio–Niterói, levando ao fechamento da via por 3 horas nos dois sentidos. O navio, que estava ancorado na Baía de Guanabara desde 2016, ficou à deriva após uma rajada de forte vento que atingiu o local. De acordo com a Marinha do Brasil, "o navio teve sua amarra - cabo que segura a âncora - partida por "condições climáticas extremas", se deslocando até colidir com a ponte".

## Histórico
Construído em 1994 no antigo Estaleiro Caneco, ele foi o maior navio de cabotagem utilizado no Brasil.
Ele realizou sua primeira viagem para buscar madeira na cidade de Salvador e entregar em Munguba, no Amapá.
Sua última viagem no dia 7 de abril de 2016, a uma velocidade média de apenas 5,8 nós, quando ele saiu da cidade de Porto Alegre, e, após 8 dias, chegou à cidade do Rio de Janeiro, seu destino final. Ao chegar na capital fluminense, ele foi levado para uma área da Baía de Guanabara, perto do Estaleiro Rio Nave, na área do Caju, para ficar ancorado sem apresentar problemas, ja que estava sendo alvo de um de processo judicial.
Em 2018, uma reportagem do jornal O Globo mostrou que o navio já estava sem navegar havia dois anos, mas, apesar de ancorado, continuava tripulado, para evitar que seus pedaços fossem furtados por piratas. A mesma reportagem mostrou ainda que, apesar da aparente condição precária do cargueiro, com vários pontos de ferrugem, seus equipamentos estavam em perfeito estado de funcionamento. Segundo os tripulantes entrevistados pelo jornal, o navio só parou porque a última empresa que o arrendou não pagou o que era devido, nem fez a docagem que constava no contrato.
Em 2019, em um processo na Justiça Federal, a Companhia Docas do Rio de Janeiro informou que a embarcação encontrava-se "em adiantado estágio de deterioração", e que "a corrente de âncora encontrava-se danificada, podendo deixar a embarcação à deriva".
Em novembro de 2021, dois trabalhadores foram resgatados do navio em situação análoga à escravidão. Segundo o Ministério Público do Trabalho do Rio de Janeiro “em razão do calor nos camarotes, dormiam de porta aberta. Armazenavam água do mar ou da chuva para descarga. Não recebiam vale transporte e quando desembarcavam iam para casa por conta própria”, ressaltou o órgão. Ainda de acordo com o mesmo órgão, a empresa Navegação Mansur S/A se comprometeu ao pagamento das verbas rescisórias e indenização aos marinheiros. Neste mesmo processo, um ofício da Capitania dos Portos mostrou que o navio apresentava risco à segurança da navegação, à poluição do mar e as instalações na Baía de Guanabara, sendo, por isso, determinado que a Navegação Mansur S/A retirasse o navio para um local seguro fora do porto.
Em 14 de novembro de 2022, por volta das 18h25 e após ter o cabo que o segurava na âncora rompido devido a fortes ventos (segundo o Alerta Rio, a velocidade média do vento era de 55 km/h), ele se se deslocou por aproximadamente 1 quilômetro e colidiu com a Ponte Rio–Niterói (entre os pórticos 11 e 12, no lado de dentro da Baía de Guanabara, ou seja, na pista sentido Niterói-Rio), causando o fechamento das duas vias por 3 horas. A colisão causou avarias no guarda-corpo da Ponte e na torre de exaustão da embarcação.
Após ser rebocado por 3 rebocadores, o cargueiro foi levado ao Píer Mauá, localizado na Região Portuária do Rio, e ancorado entre os armazéns 13 e 14, onde passará a ficar fundeado até que o imbróglio judicial seja resolvido.

## Ver Também
- Cemitério de Embarcações da Baía de Guanabara